# Vendetta (игра)
Vendetta, известная в Японии как Crime Fighters 2 (яп. クライムファイターズ2) — аркадная игра в жанре beat 'em up разработанная и выпущенная фирмой Konami в 1991 году. Является сиквелом игры Crime Fighters, выпущенной фирмой Konami в 1989 году.

## Сюжет
Банда героев, под названием «Кобры», состоит из пяти членов: Blood (некогда профессиональный боксёр, имеющий некоторое сходство с Майком Тайсоном), Hawk (бывший профессиональный борец, очень похожий на Халка Хогана), Boomer (мастер боевых искусств, возможно создан по образу Жана-Клода Ван Дамма), Sledge (военный, бывший уголовник; имеет некоторое сходство с Мистером Ти), и Кейт, дева в беде, описывается в игре как протеже Hawk’а; носящая одежду такого же цвета, как и у последнего.
Однажды Кейт была похищена бандой под названием «Тупик», возглавляемой Фаустом. Четверо героев отправляются в путь, чтобы пробиться сквозь толпы врагов и спасти её.

## Боссы
- Buzzsaw Bravado: Панк с ирокезом, одетый в чёрную кожаную куртку и вооружённый циркулярной пилой. Битва с ним происходит на борту движущегося прицепа грузового автомобиля.
- Joe Ohsugi: Промежуточный босс, американо-японский мужчина, вооружённый кусаригама и сюрикэнами. Его имя, возможно, происходит из такого вида боевых искусств как Сё Косуги. Борьба происходит на строительной площадке в верхней части города.
- Missing Link: Гигант, похожий на животное. Имеет длинные дреды и бороду, которые скрывают его лицо. Его руки и грудь украшены железными цепями. Внешний вид, вероятно, основан на образе реслера Bruiser Brody.
- The Rude Brothers: Два брата-близнеца, владельцы нелегального казино в захудалой части города Dead End City. Больший из братьев скандалист и акробат, а меньший брат ещё и является умелым метателем ножей. Братья всегда действуют сообща по мере возможностей.
- Kruel Kurt: Лысый головорез, который скрывается на борту барка в гавани. Его любимым оружием является железный якорь, а боевой стиль похож на стиль Buzzsaw Bravado.
- Faust: Верховный лидер банды «Тупик». Любит дуть врагам в глаза зелёным порошком, чтобы вывести их из строя на некоторое время. В его убежище имеется пистолет-пулемёт, который он использует когда противники подходят достаточно близко.

## Геймплей
Геймплей игры в целом соответствует жанру beat 'em up. Заработанные игроком очки присуждаются за поверженных противников, при этом сила врага не имеет никакого значения — за обычного противника начисляется столько же очков, как и за босса в конце уровня. Такой подход к зачислению игровых очков присущ большинству аркадных игр от Konami в жанре beat 'em up. Тем не менее, в игре есть особенности, не присущие классическим играм стиля beat 'em up: имеется возможность наносить удары противникам сбитым с ног и лежащим на земле; данная особенность также присутствует в игре X-Men.
Другим отличием игры является использования вместо стандартных кнопок 'attack' и 'jump', кнопок 'punch' и 'kick'. Спецудар может быть произведён путём одновременного нажатия кнопок 'punch' и 'kick' в случае если при этом зажата кнопка «вперёд» на джойстике. Данная комбинация позволяет произвести приём 'desperation attack' (атака, при которой все противники, находящиеся внутри небольшого круга заданного радиуса возле игрока получают повреждения и падают на землю, путём уменьшения шкалы жизни игрока).
Другой особенностью игры является возможность объединения для нанесения совместных атак. В случае, если играют два или более игрока, один из них может подойти к противнику сзади и схватить его, что делает противника неподвижным. При этом другой игрок может беспрепятственно наносить удары по схваченному противнику. Данная возможность доступна также и для врагов, если игрок будет схвачен, его ждёт такая же участь.

## Оружие
Различные виды оружия доступны в игре. Оружие может быть выронено противниками, быть спрятано на игровом уровне или лежать прямо под открытым небом. Оружие может быть использовано только несколько раз, прежде чем будет потеряно:
- Дубинка: При ударе большинство врагов отлетает к дальней стене на уровне, разбивает стекло и полки.
- Нож: Каждый персонаж использует его по-своему, дальность атаки так же варьируется.
- Цепь: Имеет малую дальность действия, но может использоваться для добивания упавших на землю врагов.
- Бутылка: Убивает любого врага, не являющегося боссом с одного удара, но может быть использована только один раз.
- Ключ: Имеет те же самые характеристики что и бутылка, но применяется для бросания а не для нанесения удара.
- Кнут: Имеет большую дальность действия.
- Коктейль Молотова: Наносит повреждения как при броске, так и после возгорания на земле.
- Дробовик: Устраняет практически любого врага, не являющегося боссом, с одного выстрела.